# Tassenstößel

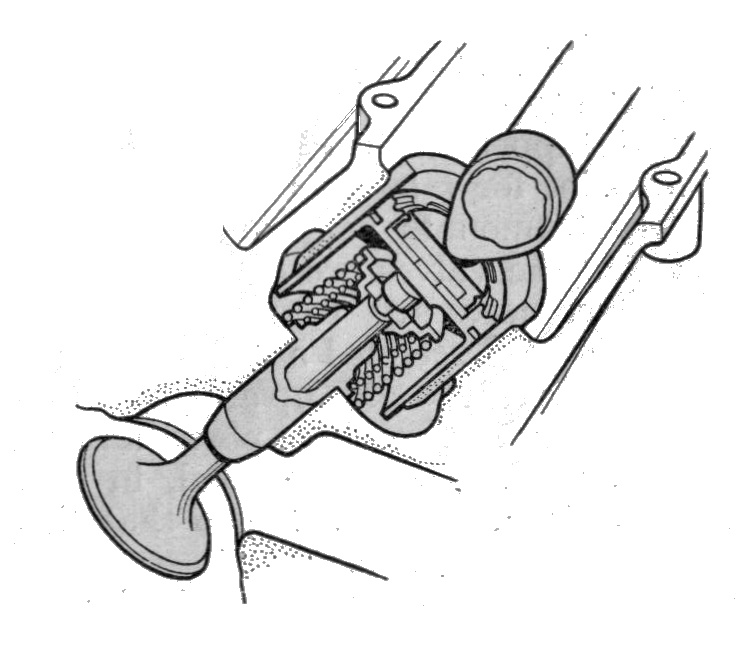
Schema Tassenstößel

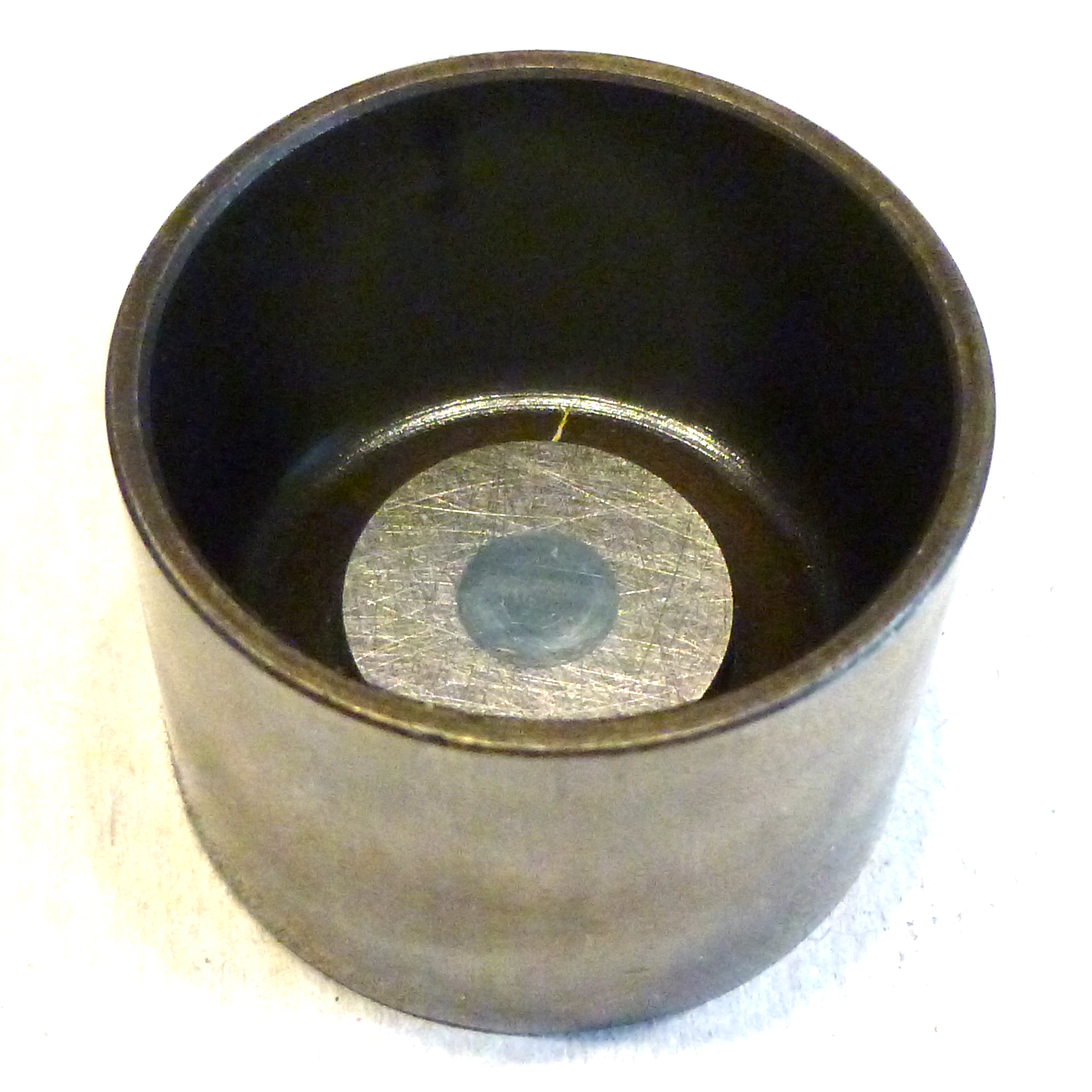
Tassenstößel („tappet“) mit eingelegtem Einstellplättchen („shim“) aus einem Jaguar-XK-Zylinderkopf (Ansicht von unten)

Tassenstößel sind eine Bauart von Stößeln im Ventiltrieb von Verbrennungsmotoren mit oben liegenden Nockenwellen, die heute überwiegend in Form von Hydrostößeln eingesetzt werden. Stößel übertragen beim Öffnen des Ventils die Kraft vom Nocken auf den Ventilschaft und halten dabei die Querkraft vom Ventil fern. Sie sind ein wesentliches Element des Ventiltriebs und somit für den Ladungswechsel des Motors verantwortlich. Tassenstößel haben die Form eines kurzen Hohlzylinders und umschließen Ventilschaft und -feder. Daher ist der Ventiltrieb kompakter als einer mit Pilzstößeln oder Kipphebeln. Sie sind auch leichter als andere Konstruktionen und eignen sich für hohe Drehzahlen. Als Erfinder gilt der Schweizer Konstrukteur Ernest Henry, der im Jahre 1919 bei dem Hersteller Établissements Ballot erstmals Tassenstößel verwendete. Eine ähnliche Konstruktion hatte jedoch bereits der Hispano-Suiza 8-Flugmotor von 1915.

## Arbeitsweise

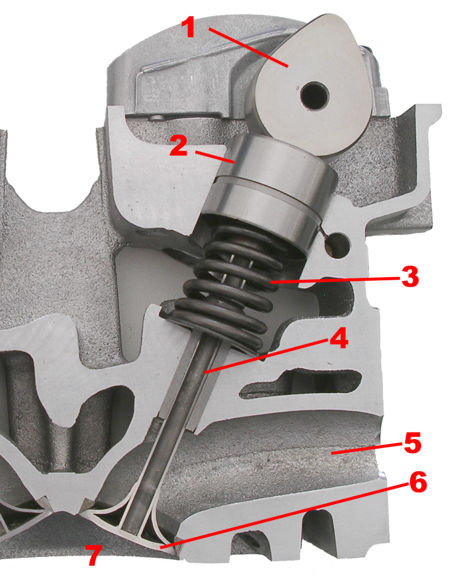
Der Tassenstößel ist hier als Bauteil 2 bezeichnet. I.d.R. enthält dieser eine Mechanik zum hydraulischen Ventilspielausgleich. Weitere Elemente: Nocken der Nockenwelle (1), Ventilfeder (3), Ventilschaft (4), Ansaug- oder Abgaskanal, je nach Funktion des Ventils (Einlass oder Auslass) (5), Ventilteller (6), der den Brennraum (7) gegen den Ansaug- bzw. Abgaskanal abdichtet und auf dem Ventilsitzring sitzt, Brennraum (7).

Tassenstößel gleiten in einer zylindrischen Führung im Zylinderkopf in axialer Richtung des Ventils oberhalb der Ein- und Auslassventile. Sie nehmen dabei die von der Nockenwelle ausgehende Kraft in Richtung des Ventils auf und übertragen sie auf das Ventil. Der Nocken gleitet bei seiner Drehung auf der Stößeloberfläche, so dass Querkräfte senkrecht zum Ventilschaft zuverlässig ferngehalten werden. Geschlossen wird das Ventil im Anschluss an seine maximale Öffnung durch eine Ventilfeder.

## Bauformen

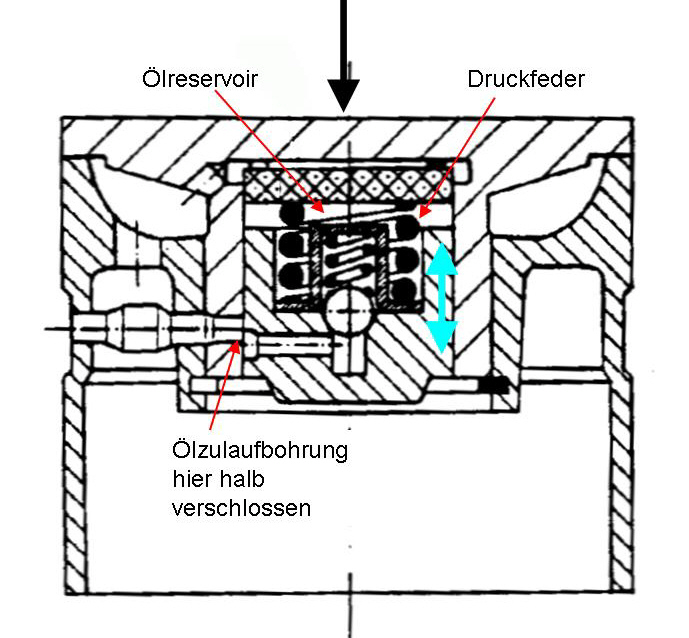
Tassenstößel mit hydraulischem Ventilspielausgleich im Schnitt.

Bei der ursprünglichen Form des Tassenstößels wird das Ventilspiel im Rahmen der Wartungsarbeiten überprüft und eingestellt. Hierzu kann die wirksame Länge des Ventilschaftes geändert werden, z. B. je nach Konstruktion durch Abschleifen des Schaftes bzw. Nachschleifen (Tieferlegen) des Ventilsitzes, durch Zwischenlegen eines anderen Distanzstückes zwischen Schaftende und Stößel oder Verwendung eines anderen Stößels. Hierbei müssen zur Spieleinstellung der Stößel und die zugehörige Nockenwelle ausgebaut werden. Diesen Nachteil vermeiden die von Aurelio Lampredi in der Mitte der 1960er Jahre entwickelten und für Fiat patentierten Tassenstößel, die in ihrem oberen Teil innerhalb einer kleinen Randerhöhung ein plangeschliffenes Distanzplättchen – meist kreisrunden Querschnitts – aufnehmen. Solche Plättchen, auch nach dem englischen Begriff „Shim“ genannt, sind in verschiedener Stärke (Dicke) lieferbar, zum Beispiel zwischen 3 mm und 5 mm in einer Abstufung von 50 µm.
Um die Fiat-Patente für diese Konstruktion zu umgehen, entwickelten andere Automobilhersteller eigene Einstellverfahren. Audi entwickelte beispielsweise Tassenstößel, in die quer eine einseitig längs angeschrägte Schraube eingedreht war, die mit dieser Schräge auf den Ventilschaft drückte. Durch Drehen an dieser Schraube konnte dann das Ventilspiel verändert werden. Alfa Romeo entwickelte für den Alfasud einen Tassenstößel, bei dem in der Achse des Ventilschafts eine Innensechskantschraube eingedreht war, die durch eine Klemmscheibe schwergängig im Stößel gehalten wurde. Durch einfaches Drehen dieser Schraube mit einem Innensechskantschlüssel wurde das Ventilspiel eingestellt. Letztlich setzte sich aber bis zur flächendeckenden Etablierung des hydraulischen Spielausgleichs die Fiat-Lösung allgemein durch.       

Um größere Wartungsfreiheit auch bei Motoren mit obenliegenden Nockenwellen zu realisieren, wurden Tassenstößel mit hydraulischem Ventilspielausgleich entwickelt. Für hydraulischen Ventilspielausgleich gibt es bereits seit den 1930er Jahren Lösungen in den USA.
Bei „Hydrostößeln“ drückt im Betrieb die Ölpumpe über eine Bohrung mit Rückschlagventil Motoröl in einen Hydraulikzylinder im Stößel, dessen Kolben zwischen Nockengrundkreis und Ventil so weit ausfährt, bis das Ventilspiel verschwindet. Wird durch den Nocken während des nächsten Zyklus Kraft ausgeübt, schließt sich das Rückschlagventil im Stößel, der Stößel drückt auf den Ventilschaft und das Ventil öffnet. Dies gilt auch für den weiteren Motorbetrieb: Es gibt kein Ventilspiel, solange das Reservoir im Zylinder immer wieder neu dem Druck des Motoröls ausgesetzt ist. Da durch den Spalt zwischen Kolben und Zylinder immer eine kleine Menge Öl abfließt und die Schließkraft der Ventilfeder einen um Größenordnungen höheren Druck erzeugt als die Ölpumpe, wird das Ventil sicher geschlossen.
Nach Abstellen des Motors dauert es eine Zeit, die von der Viskosität des Öls abhängt, bis alle Stößel das aufgenommene Öl wieder abgegeben haben. Es ist dann wieder ein Spiel zwischen Stößel und Nockengrundkreis vorhanden, das während der ersten Umdrehungen nach dem nächsten Motorstart verschwindet.